# Francisco Júlio de Caldas Aulete
Francisco Júlio de Caldas Aulete (* 1826 in Lissabon; † 23. Mai 1878 ebenda) war ein portugiesischer Politiker, Didaktiker, Lusitanist und Lexikograf.

## Leben und Werk
Caldas Aulete war Gymnasiallehrer in Lissabon, sowie von 1869 bis 1872 Abgeordneter in der portugiesischen Ständeversammlung. Er veröffentlichte zahlreiche didaktische Schriften zur portugiesischen Sprache und Literatur, darunter eine Grammatik (1864).
Caldas Aulete hinterließ ein Wörterbuchmanuskript, das in der Bearbeitung von António Lopes dos Santos Valente drei Jahre nach seinem Tod 1881 im Druck erschien. Nachdem das Wörterbuch trotz seiner lexikografischen Qualität in 70 Jahren nur drei portugiesische Auflagen erreicht hatte, war es ab 1958 in Brasilien erheblich erfolgreicher und erlebte Bearbeitungen bis in die Gegenwart.

## Werke

### Wörterbuch
- Diccionario contemporaneo da língua Portuguesa, 2 Bde., Lissabon 1881, 1913 Seiten
  - 2. Aufl., Lissabon  1925 (bearbeitet von José Timóteo da Silva Bastos, 1852–1939)
  - 3. Aufl., 2 Bde., Lissabon 1948–1952, 1418+1508 Seiten (bearbeitet von Vasco Botelho de Amaral)
  - 4. Aufl., Rio de Janeiro 1958
  - 5. Aufl., 5 Bde., Rio de Janeiro 1964, 4438 Seiten (bearbeitet von Hamilcar de Garcia)
  - 6. Aufl., Rio de Janeiro 1974
  - 7. Aufl., Rio de Janeiro 1980
  - 8. Aufl., Rio de Janeiro 1987
- Minidicionário contemporâneo da língua portuguesa, Rio de Janeiro 2004
- Caldas Aulete. Dicionário escolar ilustrado, Rio de Janeiro  2005
- Novíssimo Aulete. Dicionário contemporâneo da língua portuguesa, Rio de Janeiro 2011, 1456 Seiten (bearbeitet von Paulo Geiger)
- Dicionário escolar da língua portuguesa, Rio de Janeiro 2012

### Weitere Werke
- Grammatica nacional, Lissabon 1864, 96 Seiten; 1875, 144 Seiten (didaktisch)